# Xanthesma trisulca
Xanthesma trisulca là một loài Hymenoptera trong họ Colletidae. Loài này được Exley mô tả khoa học năm 1969.

## Hình ảnh

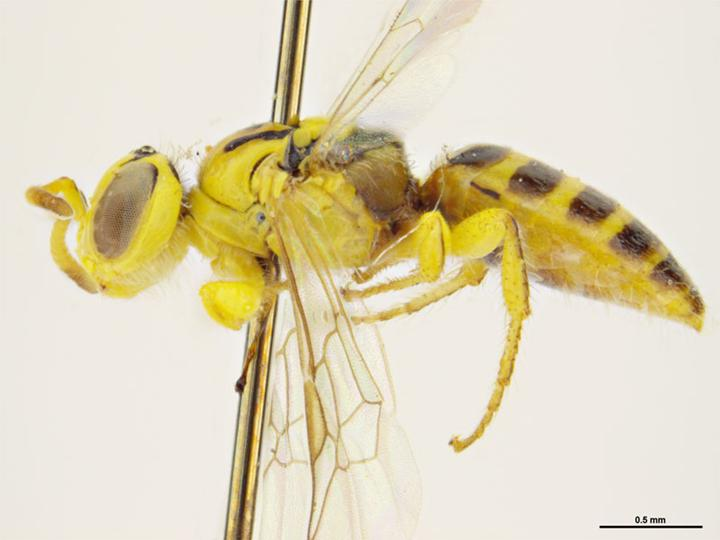